# Monumento al Gorgojo del algodón
El Monumento al Gorgojo del algodón ubicado en el centro de Enterprise, Alabama, Estados Unidos es un hito destacado y un tributo erigido por los ciudadanos de Enterprise en 1919 para mostrar su agradecimiento a un insecto, el gorgojo del algodón, por su profunda influencia en la agricultura y la economía del área. Aclamando al escarabajo como un "heraldo de prosperidad", se erige como el primer monumento del mundo construido para honrar una plaga agrícola.
El Monumento consiste en una estatua de una mujer que sostiene un pedestal con un gorgojo encaramado en la parte superior.

## Historia

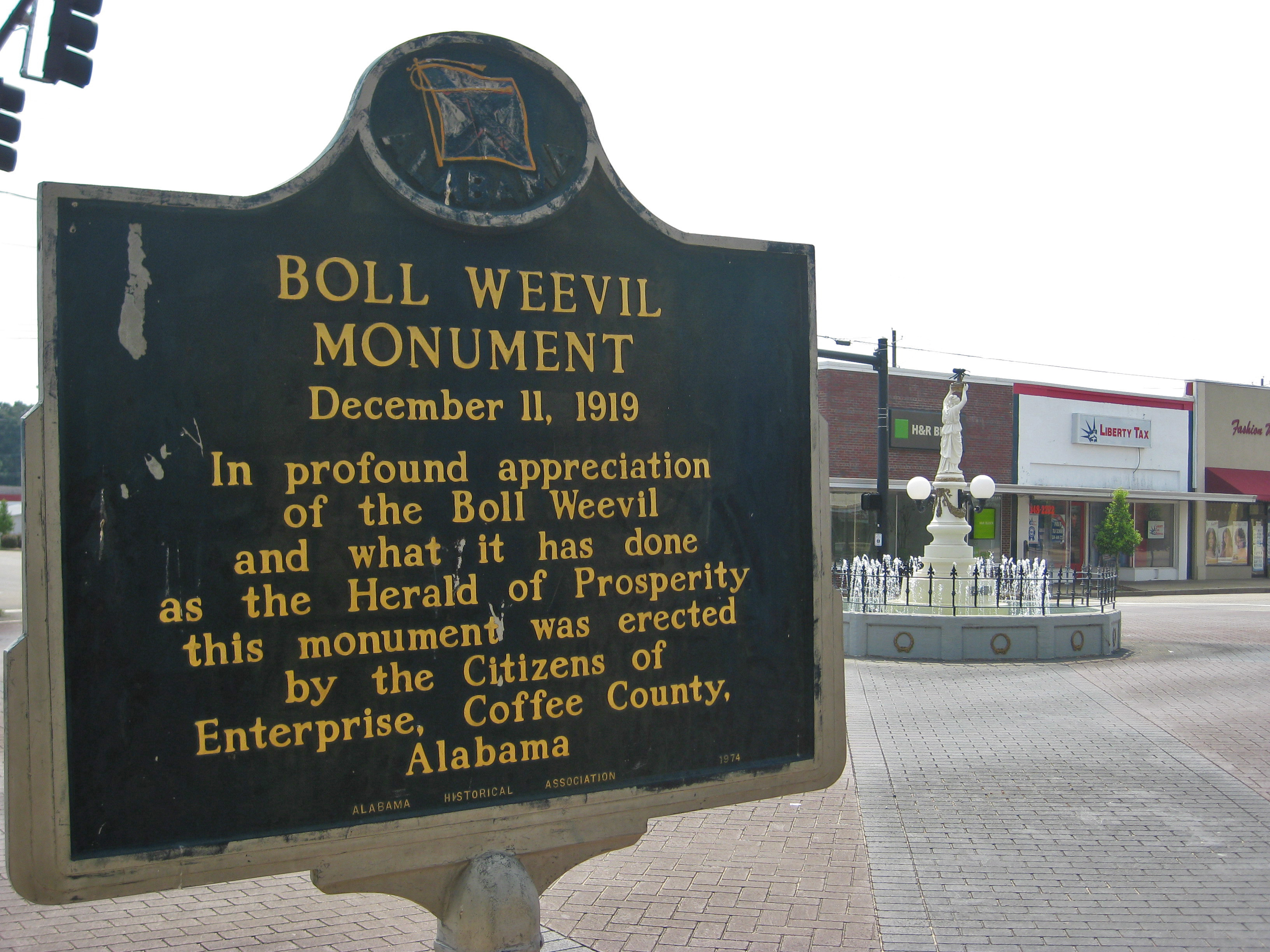
Marcador histórico junto al monumento, en la intersección de las calles Main y College.

El gorgojo de algodón (Anthonomus grandis), a veces denominado "gorgojo del algodón mexicano" era autóctono de México, pero apareció en Alabama en 1915. En 1918, los agricultores estaban perdiendo cosechas enteras de algodón. H.M. Sessions vio esto como una oportunidad para convertir el área al cultivo de maní. En 1916 convenció a C.W. Baston, un granjero endeudado, de que respaldara su empresa. La primera cosecha pagó sus deudas y fue comprada por agricultores que buscaban cambiar al cultivo de maní. Se volvió a cultivar algodón, pero los agricultores aprendieron a diversificar sus cultivos, una práctica que trajo nuevos ingresos al Condado de Coffee.
A Bon Fleming, un hombre de negocios local, se le ocurrió la idea de construir una estatua y ayudó a financiar el costo. Como tributo a cómo algo desastroso puede ser un catalizador para el cambio, y un recordatorio de cómo la gente de Enterprise se adaptó ante la adversidad, el monumento se dedicó el 11 de diciembre de 1919 en la intersección de College y Main Street, en el corazón del distrito comercial de la ciudad.

### Descripción
El monumento representa una figura femenina con un vestido suelto con los brazos estirados por encima de la cabeza. Ella levanta un trofeo coronado por un gorgojo de algodón de escala agrandada. La estatua se encuentra sobre una base ornamentada y detallada que soporta dos farolas redondas. La base se encuentra en el centro de una fuente, que está rodeada por una barandilla de hierro forjado. El monumento mide más de 13 pies (4 m) altura.
En la base del monumento aparece la siguiente inscripción: 

"En profundo aprecio por el gorgojo de algodón y lo que ha hecho como heraldo de la prosperidad, este monumento fue erigido por los ciudadanos de Enterprise, Condado de Coffee, Alabama".

La estatua original de la mujer, excluyendo la fuente y el gorgojo del algodón, fue construida en Italia por aproximadamente $ 1.800. El gorgojo del algodón no se añadió hasta treinta años después, cuando Luther Baker pensó que el Monumento al gorgojo del algodón debería tener un gorgojo. Hizo al gorgojo y lo montó encima de la estatua.

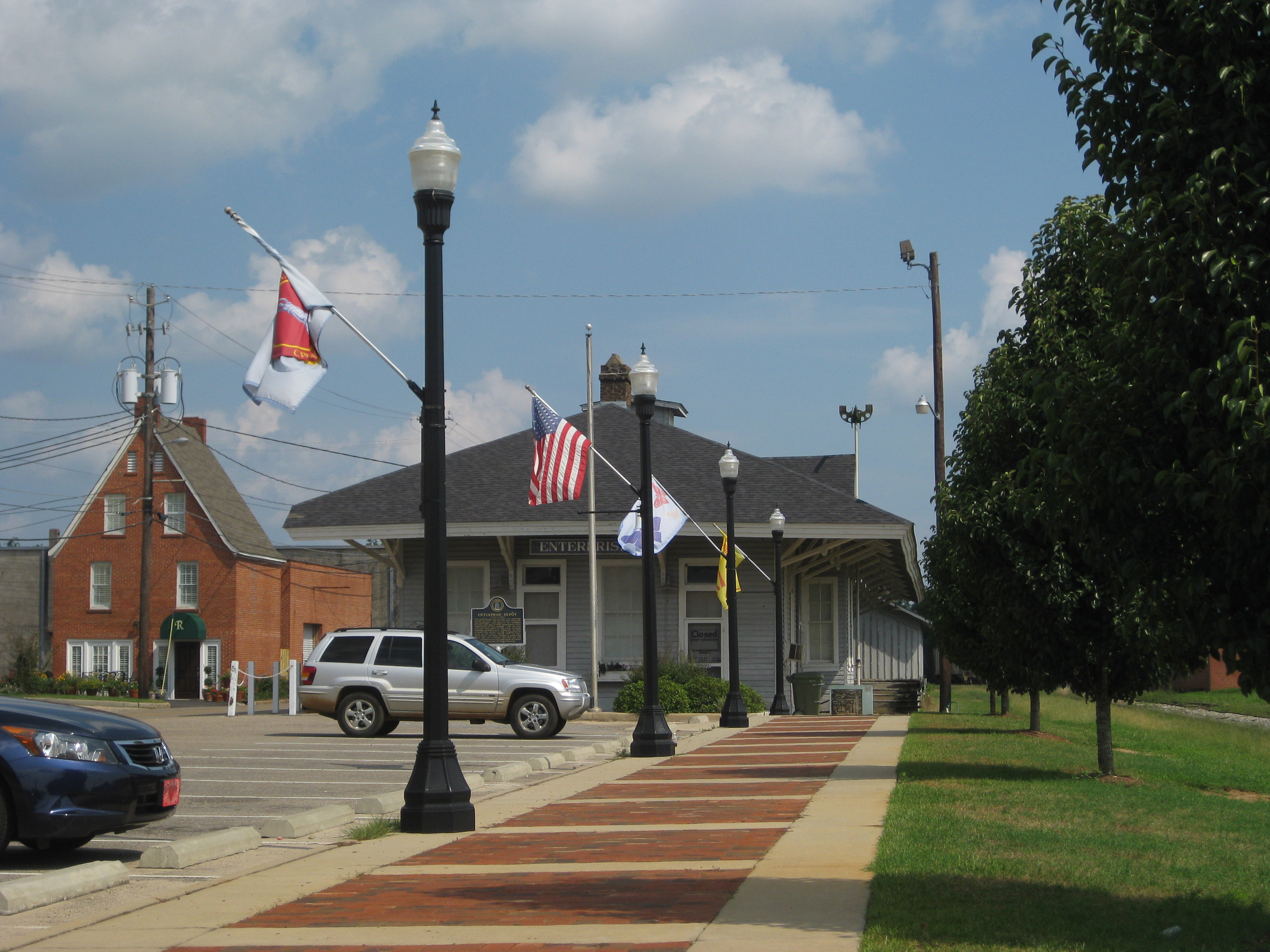
El cercano Museo Depot alberga la estatua original.

### Vandalismo
El gorgojo del algodón y, a veces, incluso todo el monumento, han sido robados repetidamente a lo largo de los años. Cada vez fue encontrado y reparado por la ciudad de Enterprise hasta el 11 de julio de 1998. Ese día, los vándalos arrancaron el gorgojo de las manos de la estatua y dañaron permanentemente la estatua. Los líderes de la ciudad iban a reparar la estatua original y volver a colocarla, pero resultó demasiado difícil y costoso. Se erigió una réplica de resina de polímero en su lugar en el centro de Enterprise en 1998, y el original se exhibe en el Enterprise's Depot Museum. Una cámara de seguridad cercana monitorea el monumento en busca de más actos de vandalismo. En la memoria reciente, se ha vertido jabón para platos en la fuente del monumento, lo que ha dado como resultado montones de espuma dentro y alrededor del área del monumento.

## En la cultura popular
El monumento aparece en las canciones originales "The Biggest Ball of Twine in Minnesota" de "Weird Al" Yankovic y "Southern Air" del álbum Surely You Joust  de Ray Stevens.
Boss Hogg hizo referencia al monumento en un episodio de Los Dukes de Hazzard.